# Minuartia dawsonensis
Minuartia dawsonensis là loài thực vật có hoa thuộc họ Cẩm chướng. Loài này được (Britton) House mô tả khoa học đầu tiên năm 1921.